# Нектарка нігерійська
Некта́рка нігерійська (Anabathmis reichenbachii) — вид горобцеподібних птахів родини нектаркових (Nectariniidae). Мешкає в Західній і Центральній Африці. Вид названий на честь німецького ботаніка і орнітолога Людвіга Райхенбаха.

## Опис
Довжина птаха становить 12-14 см, вага 9,8-13 г. Виду не притаманний статевий диморфізм. Голова і шия сині, металево-блискучі. Від дзьоба до очей ідуть чорні смуги. Верхня частина тіла оливкова, нижня частина тіла сірувата, гузка жовта. Темні пера на спині утворюють лускоподібний візерунок. У самців на грудях жовті або оранжеві плямки, у самиць вони світліші. Крила темно-коричневі з оливковими краями, внутрішня частина крила біла. Надхвістя і верхні покривні пера хвоста жовтуваті, нижні покривні пера хвоста і кінчики крайніх стернових пер жовті. Хвіст чорнувато-коричневий, кінчики стернових пер, за винятком центральних, світло-жовтувато-коричневі. Очі темно-карі, дзьоб вигнутий, чорний, лапи чорні. У молодих птахів нижня частина тіла жовтувата, поцяткована коричневими плямками, голова у них коричнева.

## Поширення і екологія
Нігерійські нектарки поширені на узбережжі Західної Африки, в Ліберії, Кот-д'Івуарі, Гані і Нігерії, а також в Камеруні, на південному заході ЦАР, майже на всій території Демократичної Республіки Конго, на всій території Республіки Конго, Габону, Екваторіальної Гвінеї (Ріо-Муні) та на крайній півночі Анголи. Вони живуть на морських узбережжях, в мангрових лісах, у вологих рівнинних тропічних лісах і чагарникових заростях, на болотах і полях, в парках і садах. Зустрічаються поблизу води. Є осілими.

## Поведінка
Нігерійські нектарки зустрічаються парами або невеликими зграйками на висоті 5-20 м над землею. Живляться нектаром (зокрема нектаром кокосових пальм, омелових (Englerina gabonensis, Globimetula braunii), психотрій Psychotria djumaensis і маренових Sabicea africana). Гнізда мішечкоподібні, прикріплюються до горизонтальних гілок на висоті 3-5 м над водою. Насиджують самиці.